# Pfadfindergruß

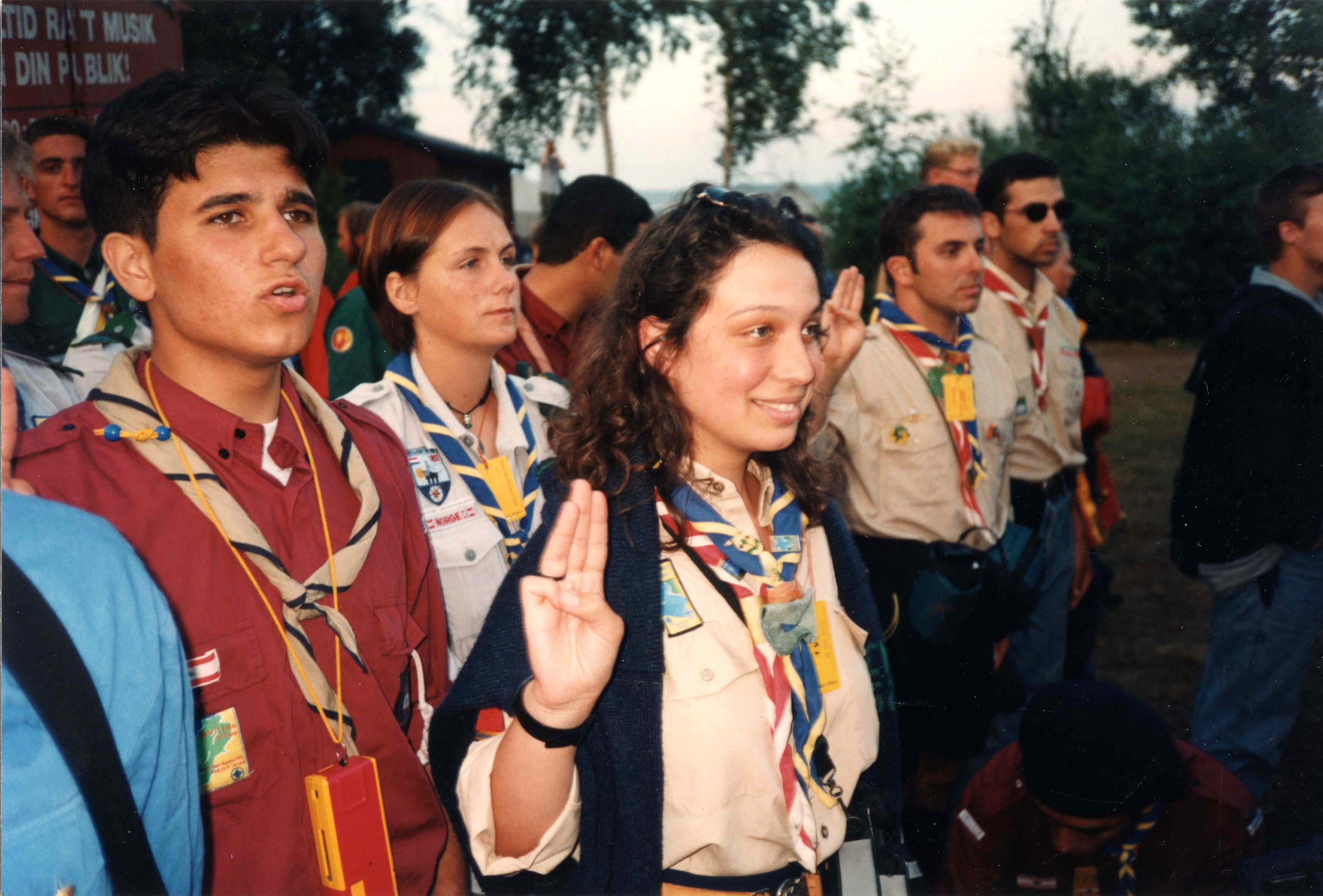
Pfadfinder beim Pfadfindergruß

Der Pfadfindergruß ist ein Gruß, den sich Pfadfinder weltweit geben. Beim Pfadfindergruß reicht man sich die linke, „vom Herzen“ kommende Hand, während die rechte etwa auf Schulterhöhe empor gehoben wird. Dabei weisen Zeige-, Mittel- und Ringfinger nach oben und der Daumen legt sich auf den kleinen Finger. Teilweise ist es üblich, den Arm zum Kopf anzuwinkeln, wenn eine Kopfbedeckung (Pfadfinderhut, Barett) getragen wird.
Als Grußformeln werden in deutschsprachigen Ländern Allzeit bereit oder Gut Pfad verwendet, international bekannt ist das englische Be prepared (Sei(d) bereit).

## Rechte Hand

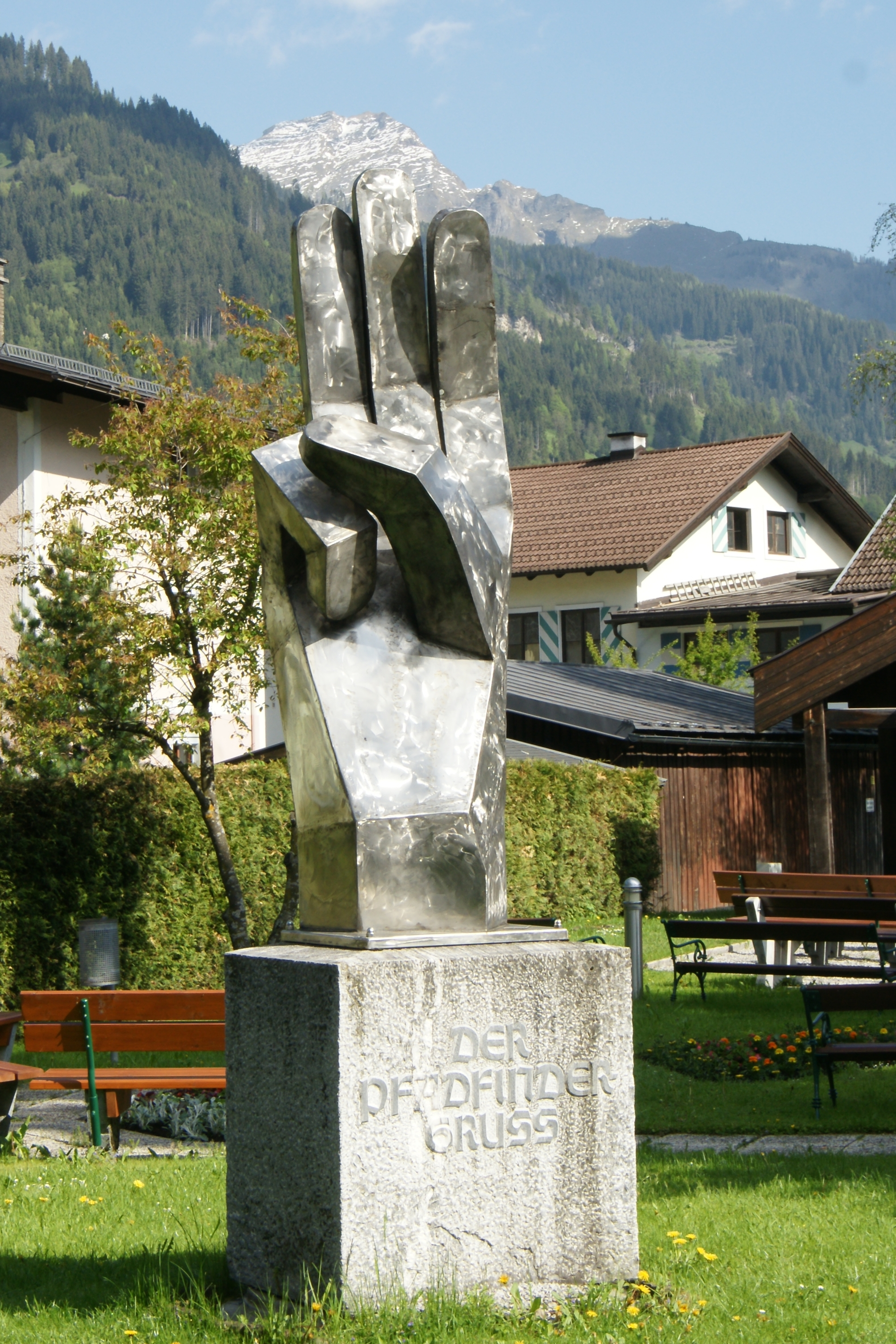
Skulptur in Großarl

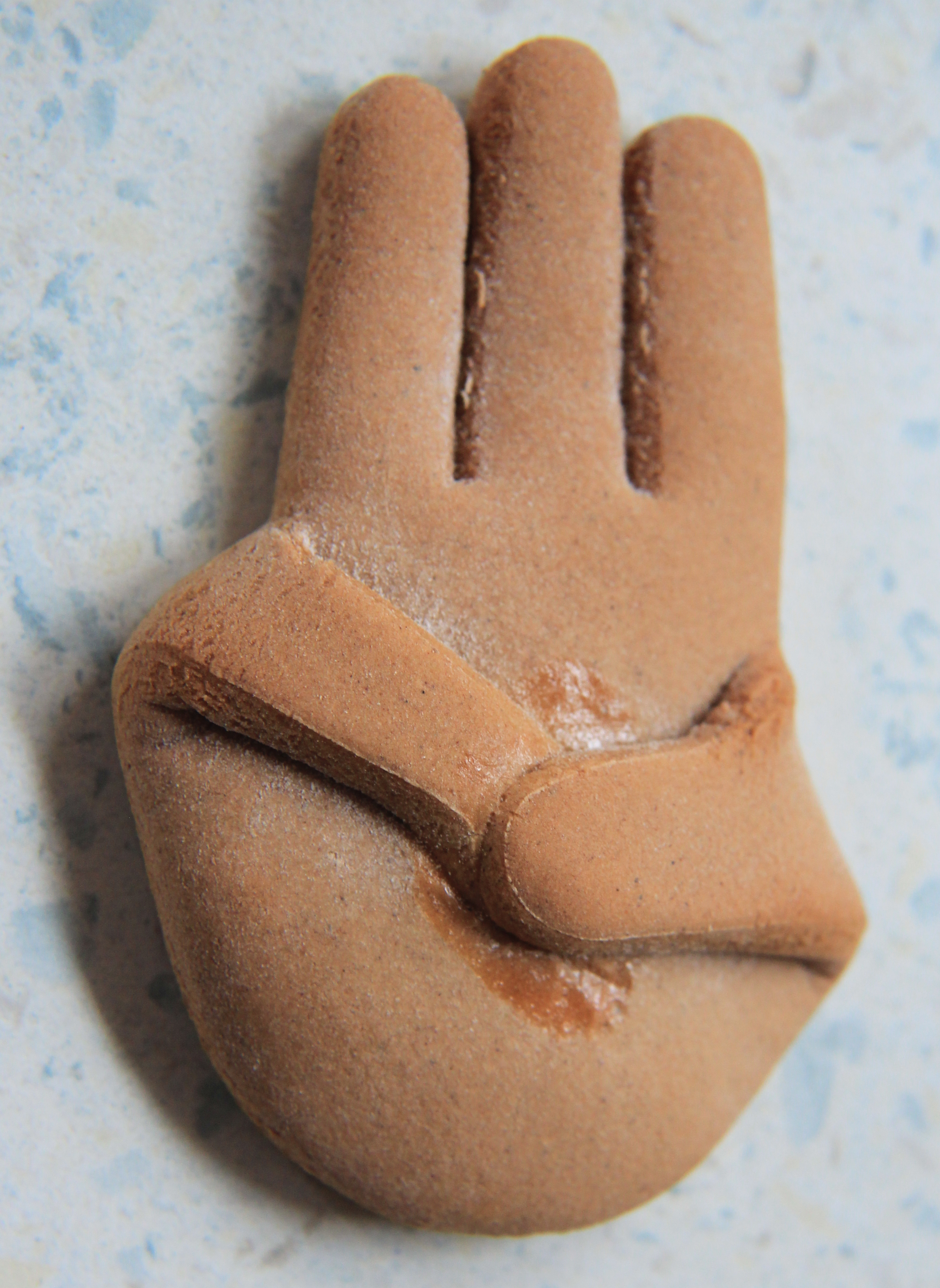
Weihnachtskeks in Form des Grußes

Das Zeichen der rechten Hand hat folgende Bedeutung:
- Die drei aufrechten Finger stehen für die drei Punkte des Pfadfinderversprechens (Verpflichtung gegenüber Gott, Verpflichtung gegenüber Anderen und Verpflichtung gegenüber sich selbst/dem Pfadfindergesetz) und für die drei Blätter der Lilie beziehungsweise des Kleeblatts (welche jeweils für dieselbe Bedeutung stehen). In einigen Pfadfinderbünden existiert auch die Interpretation „treu, ehrlich und hilfsbereit“.
- Der Daumen (der Starke) schützt den kleinen Finger (der Schwache).

## Handschlag
Pfadfinder reichen sich zur Begrüßung, im Gegensatz zum gewöhnlichen Händeschütteln die linke Hand. Diese Grußform wurde von Robert Baden-Powell als „Geheimzeichen“ eingeführt.
Dafür gibt es verschiedene Erklärungsversuche:
- Die linke Hand komme von Herzen.
- Ein afrikanischer Stamm soll Männer mit hervorragenden Leistungen auf diese Weise geehrt haben.
- Zwei verfeindete afrikanische Stämme hätten nach dem Friedensschluss ihre Schilde niedergelegt und sich die dann ungeschützte linke Hand als Zeichen des Friedens gegeben.
- Baden-Powell habe den Gruß mit der linken Hand 1895 während des Krieges gegen die Aschanti kennengelernt, wo er vom Stamm der Krobo genutzt wurde, der sich durch Mut, Zuverlässigkeit und besondere Leistungen auszeichnete.

In Deutschland und einigen anderen europäischen Ländern ist es üblich, den kleinen Finger der linken Hand beim Handschlag abzuspreizen. Dadurch sind die Hände zusätzlich ineinander verschränkt, was die (weltweite) Verbundenheit symbolisieren soll. Eine andere Erklärung führt dies auf ein übliches Erkennungszeichen im frühen Widerstand gegen den Nationalsozialismus zurück. Spreizt man den kleinen Finger ab, der andere jedoch nicht, bemerkt man es nur selbst, der Finger des Anderen fährt ins Leere.

## Wölflingsgruß
Bei den Wölflingen, den Kindern zwischen 7 und 11 Jahren, gibt es an Stelle des Pfadfindergrußes den Wolfsgruß. Dabei werden Zeige- und Mittelfinger der rechten Hand auseinander gespreizt, um die Wolfsohren zu symbolisieren; der Daumen schützt auch hier den kleinen Finger, und den Ringfinger dazu. In einigen deutschsprachigen Bünden wird eine eigene Grußformel „Gut Jagd“ verwendet. In der Schweiz haben außerdem die Mädchen, die Bienli, ebenfalls einen eigenen Gruß, er ist beinahe gleich wie der der Wölfe, außer dass die Finger nicht gespreizt, sondern aneinander gehalten werden, um den Zusammenhalt zu zeigen.

## Bibergruß
Manche Bünde besitzen auch eine Stufe mit Kindern unter 7 Jahren, die Biberstufe. Wie für die Wölflinge gibt es hier einen eigenen Pfadfindergruß, bei dem Zeige- und Mittelfinger der rechten Hand Biberzähne nachahmen, indem diese mit zwei abgewinkelten Fingergliedern abgespreizt werden. Wie bei den anderen Grüßen, liegt auch hier der Daumen auf kleinem und Ringfinger und symbolisiert den Schutz des Größeren über den Kleineren. Als Grußformel wird „Gut Freund“ verwendet. 